# Fritz Eiberle
Fritz Eiberle (Wurzburgo, Alemania, 17 de septiembre de 1904 † 22 de septiembre de 1987) fue un futbolista alemán. Se desempeñaba en posición de mediocampista.

## Selección nacional
Fue internacional con la Selección de fútbol de Alemania en una ocasión en 1933.

## Clubes
| Club            | País     | Año         |
| --------------- | -------- | ----------- |
| Würzburger FV   | Alemania | 1924 - 1930 |
| TSV 1860 Múnich | Alemania | 1930 - 1934 |